# فرودگاه میدل استویاک
فرودگاه میدل استویاک (به انگلیسی: Middle Stewiacke Airport) یک فرودگاه است . این فرودگاه در کشور کانادا قرار دارد و در ارتفاع ۲۰ متری از سطح دریا واقع شده‌است.